# Chirixalus punctatus
Chirixalus punctatus é uma espécie de anura da família Rhacophoridae.
É endémica de Myanmar.
Os seus habitats naturais são: jardins rurais e heavily degraded former forest.